# 정선 봉양리 쥐라기역암
정선 봉양리 쥐라기역암(旌善 鳳陽里 쥐라기礫岩)은 대한민국 강원특별자치도 정선군 정선읍 봉양리, 조양강에 있는 천연기념물이다. 강원고생대국가지질공원의 지질유산이며 2019년 10월 2일 대한민국의 천연기념물 제556호로 지정되었다.

## 개요
정선 봉양리 쥐라기역암은 중생대 쥐라기 시대에 만들어진 암석으로 대동 누층군에 해당하는 지층이다. 한반도의 옛 환경을 이해하는 데에도 매우 유용한 자료이며, 역암 퇴적층의 단면에서는 퇴적환경, 지질, 기후 등의 퇴적학적 특성을 입체적으로 관찰할 수 있어 국내 역암들을 대표할만한 자료이자 표본으로서 가치가 크다.
정선 봉양리 쥐라기 역암은 역(자갈)을 이루는 암석의 종류, 역의 모양과 크기, 고르기 등이 다양하게 관찰되며, 같은 시기에 생성된 우리나라의 역암 중 단연 보존상태가 양호한 편이다. 또한, 흐르는 물과의 마찰 때문에 모양들이 매우 아름답고 도로변에 가까이 분포해 누구나 쉽게 관찰할 수 있어 역암의 야외교과서 역할을 할 수 있는 국내의 대표적인 공간이 될 수 있을 것으로 기대된다.
조선 후기의 문인 이명환(1718~1764, 李明煥)의 시문집인 '해악집' 권3에도 정선 쥐라기 역암이 언급되어 있어 역사문화자원으로 활용할 수 있다.

## 지정 사유
노두의 생성시기에 우리나라에 강한 조산운동이 일어났음을 알려주는 중요한 증거이며, 역을 이루는 암석의 종류, 역의 모양과 크기, 역의 크기의 고르기 등이 다양하게 관찰되고 같은 시기에 생성된 우리나라의 역암 중 단연 보존상태가 양호하고 유수에 의한 마모로 인하여 가장 아름다워 지정가치가 크다.

## 갤러리
정선 봉양리 쥐라기역암

## 같이 보기
- 대동 누층군
- 정선군의 지질
- 역암

## 참고 자료
- 정선 봉양리 쥐라기역암 - 국가유산청 국가유산포털